# Памятник пельменю (Миасс)
Па́мятник пельме́ню — арт-объект в городе Миассе (Челябинская область), во дворе Музея пельменя. Открыт 5 января 2018 года. Скульптор — Ю. А. Фёдоров.

## История создания
Летом 2017 года в Миассе был объявлен творческий конкурс «Поставь свой памятник пельменю». Поступило несколько десятков эскизов. Была выбрана работа, на которой изображён довольный едок с одним большим пельменем. Её автор — местный скульптор Юрий Александрович Фёдоров. Отливали памятник местные мастера.

## Описание памятника
Памятник пельменю стоит в старой части города Миасса (Челябинская область), во дворе Дома купца Смирнова, в котором располагается единственный в России Музей пельменя.
Памятник представляет собой композицию: бородатый купец размером в полный человеческий рост сидит за накрытым скатертью столом. Перед ним — тарелка, на которой лежит один большой пельмень. На скатерти — надпись: «Большому пельменю и рот рад».
Материал памятника — бронза. Масса — около 700 кг.
Памятник пельменю упоминается в СМИ как «съедобный памятник».